# Castillo de Tešanj
Castillo de Tešanj (en bosnio: Dvorac Tešanj) es un castillo situado en el municipio de Tesanj, en Bosnia y Herzegovina. Las bases de esta fortificación se iniciaron incluso antes de que los romanos conquistaran la región, aunque la fecha exacta es desconocida. Posteriormente fue mejorado por los romanos, por los eslavos y también por las fuerzas otomanas. Fue toda una fortificación defensiva. El Castillo de Tesanj es uno de los castillos más importantes de Bosnia y Herzegovina y también el más grande, con una superficie de unos 6.296 m². Durante el reinado de los turcos, contaba con un ejército permanente que lo custodiaba.